# Drtevci
Drtevci (Servisch cyrillisch Дртевци) is een plaats in de Servische gemeente Brus. De plaats telt 38 inwoners (2002).